# Достопочтенный (титул в англоязычных странах)
Достопочте́нный — один из вариантов перевода на русский язык нескольких почётных титулований, используемых в Великобритании, а по её примеру — и в других странах Британского Содружества: The Most Honourable, The Right Honourable, The Much Honoured, The Honourable. Эти словосочетания не образуют титула как такового, а являются традиционным префиксом к собственно титулу и имени его носителя, употребляемым при упоминании лица в официальном документе, при адресации писем и т. п.

## Достопочтенный — The Most Honourable
Правом на это обращение обладают британские маркизы.
Слова «The Most Honourable» также является составной частью полного официального наименования Тайного совета Великобритании.

## Достопочтенный — The Right Honourable
Правом на это обращение обладают:
- члены Тайного совета Великобритании и Североирландского тайного совета (чтобы различать использующих этот титул членов Тайного совета от тех, кто не является его членом, к титулу и имени в конце может быть добавлена аббревиатура PC);
- бароны, виконты и графы;
- лорд-мэры Лондона, Кардиффа, Белфаста и Йорка; лорды-провосты Эдинбурга и Глазго;
- премьер-министры Канады.

Слова «The Right Honourable» также являются составной частью полного официального наименования Палаты лордов и Палаты общин британского Парламента, а также фактически не функционирующих Комитета Адмиралтейства и Торговой палаты Великобритании (англ. Board of Trade).

## Достопочтенный — The Much Honoured
Этим именованием пользуются шотландские феодальные бароны (англ.) и лэрды — титулы, стоящие в иерархии ниже британских пэров (герцоги, маркизы, графы, виконты, бароны).

## Достопочтенный — The Honourable
Правом на это обращение обладают дети пэров — как наследственных, так и пожизненных, а также лица, занимающие ряд должностей, включая судей Высокого суда Англии и Уэльса.
Значительное число организаций получили право на данное именование в силу королевского решения. Среди них — Ост-Индская компания, адвокатская палата Иннер Темпл и ряд других.

## Употребление
Данные обращения используются главным образом при адресации писем (на конвертах и т. п.). В тексте письма, а также при упоминании лица в речи или в газетной публикации «Достопочтенный» не указывается.
В Палате общин её депутаты при ссылке друг на друга говорят, например: «Как только что сказал достопочтенный член Палаты от города такого-то…».

## Комментарии
1. ↑  Не то же, что английские бароны. Подробнее о шотландских феодальных баронах — тут (англ.).